# Selzach
Selzach is een gemeente en plaats in het Zwitserse kanton Solothurn en maakt deel uit van het district Lebern.
Selzach telt 3183 inwoners (peildatum 2013).

## Foto's

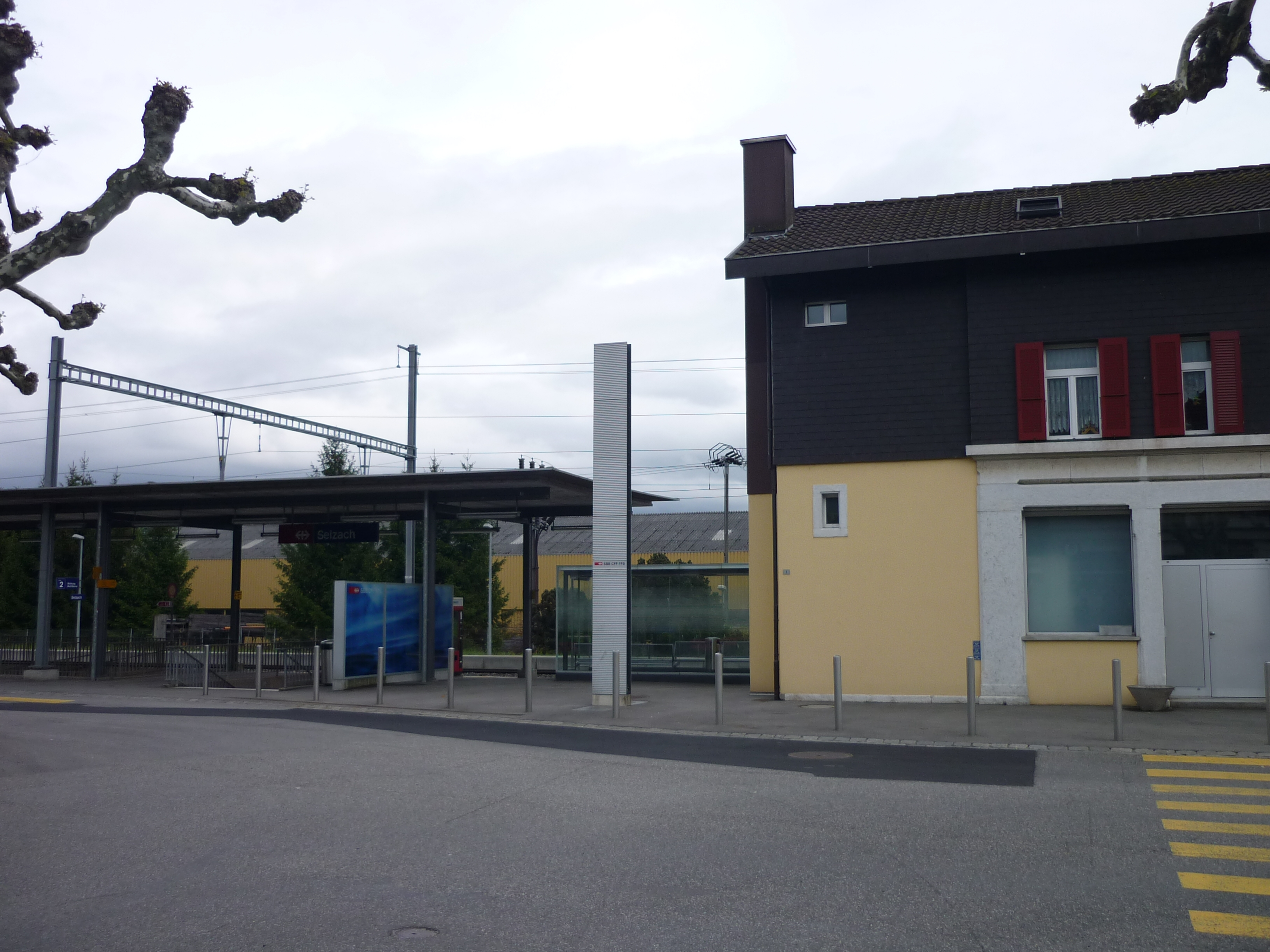
Station
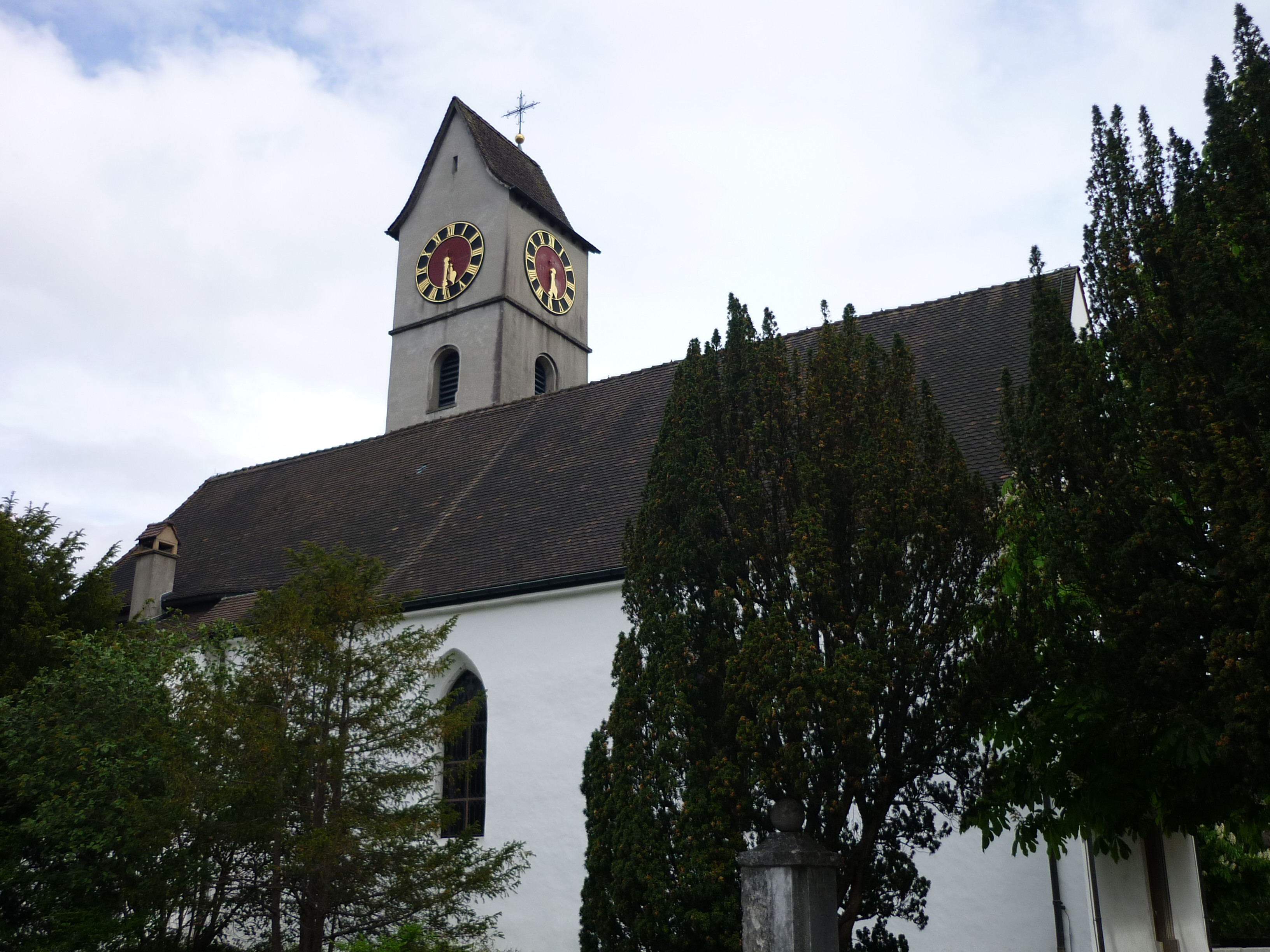
Kerk van Selzach
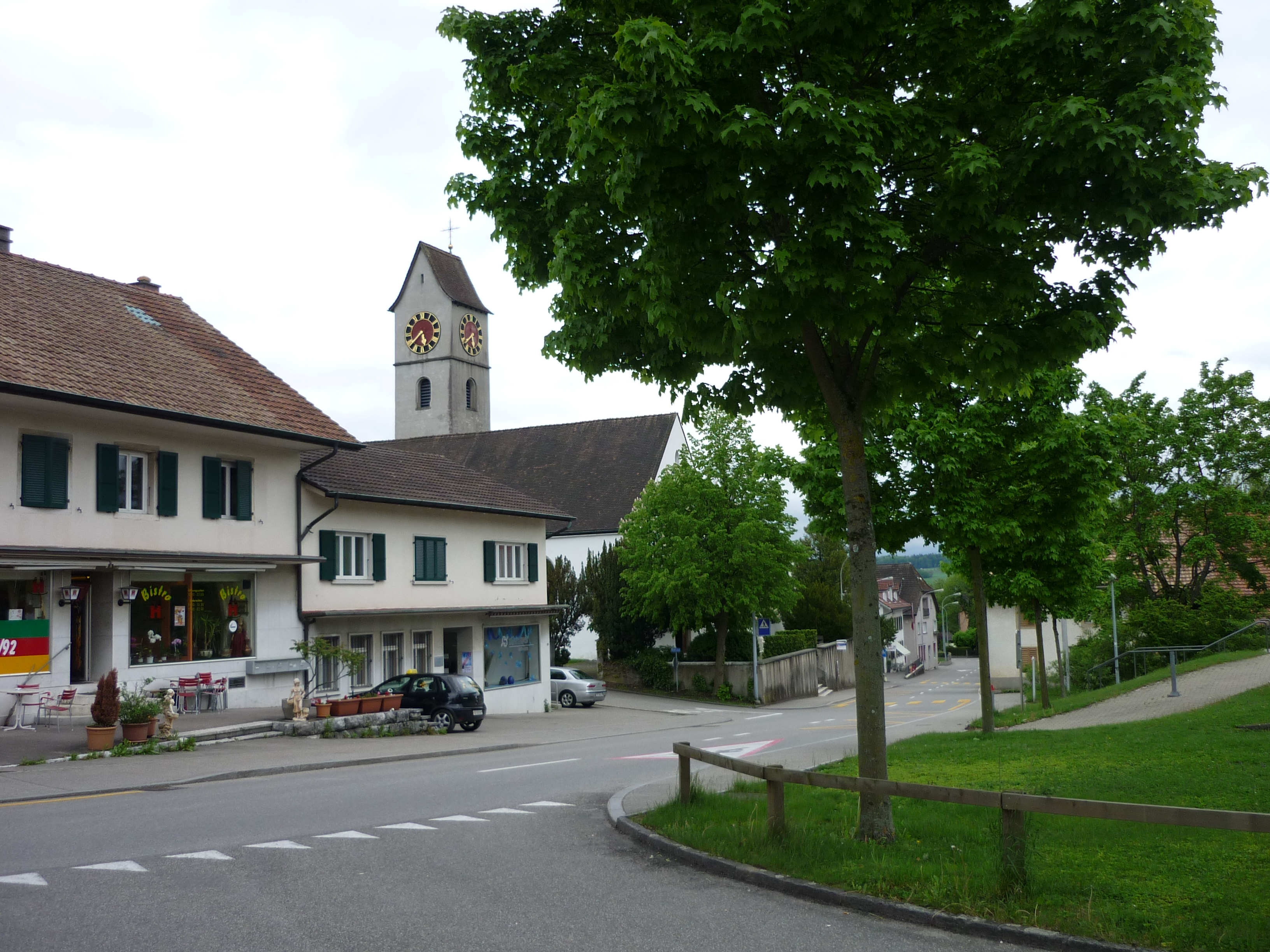
Blik op kerk